# Cela s'appelle l'aurore
Cela s'appelle l'aurore es una película franco-italiana del director español-mexicano Luis Buñuel, basada en la novela de Emmanuel Roblés, y supone el regreso a Europa del gran director aragonés tras su etapa mexicana. A partir de este momento, Buñuel alternaría Europa y México.

## Argumento
Angela está casada con el doctor Valerio. Vive en una pequeña ciudad de Córcega. Un día sufre un mareo en la calle y llama a la fábrica en la que su marido cura a un obrero que ha sufrido un accidente de trabajo. Angela no puede entender que su marido se ocupe tanto de los pobres y la deje a ella abandonada. Al ver a su mujer en tal estado, le aconseja que se vaya con su familia a Niza, lo que Angela hará.
Un obrero, Sandro Galli, llama urgentemente al médico, debido a que su mujer está gravemente enferma. Más adelante es llamado a comisaría para que atienda a una niña que ha sido violada por un viejo psicópata. Allí conocerá a una hermosa joven, Clara, que se ofrece a prestarle ayuda. Pero pronto se enamorarán. Gorzone, director de la fábrica expulsa a Sandro de la propiedad que le había confiado, pero su mujer Magda muere en el traslado. Sandro se venga y asesina a Gorzone en medio de la fiesta que éste está dando. El asesino consigue escapar gracias a Clara y Valerio acoge al fugitivo, pero su suegro, que ha venido a acompañar a Angela descubre el escondite. Se organiza una caza al hombre, pero Sandro se suicida disparándose una bala en el pecho. Valerio se negará a estrechar la mano del comisario y se irá con Clara.
- Datos: Q1571712